# Graham Horn
Graham Horn (23 tháng 8 năm 1954 – 29 tháng 6 năm 2012) là một cầu thủ bóng đá người Anh từng thi đấu ở vị trí thủ môn.

## Sự nghiệp
Sinh ra ở Westminster, Horn hoạt động ở cả Anh và Hoa Kỳ, và có hơn 150 lần ra sân ở giải vô địch cho Arsenal, Portsmouth, Luton Town, Brentford, Los Angeles Aztecs, Charlton Athletic, Kettering Town, Southend United, Aldershot, Torquay United và Barnstaple Town.

## Cuộc sống sau đó
Ông mất vào ngày 29 tháng 6 năm 2012 khi ông 57 tuổi.